# Асланович, Андрей Варфоломеевич
Андрей Варфоломеевич Асланович (1790 — до 1858) — генерал-майор русской императорской армии, кавалер Золотого оружия.

## Биография
Родился в 1790 году. Происходил из дворян Волынской губернии.
С чином прапорщика (18.4.1809) окончил Дворянский полк.
Поручиком Гренадерского графа Аракчеева полка принимал участие в Бородинском сражении, в котором получил ранение: «в левую ногу ниже колена в кость пулей навылет»; награждён орденом Св. Анны 4-й степени. В 1821 году получил звание подполковника, в 1827 — полковника.
В 1829—1832 годах был командиром Виленского пехотного полка. В 1831 году во главе полка участвовал в подавлении Польского восстания, и за отличия в этой кампании был награжден золотой саблей с надписью «За храбрость». 
За выслугу лет получил 1 декабря 1835 года орден Святого Георгия 4-й степени. С 18 апреля 1837 года — генерал-майор. Был управляющим комиссией Московского комиссариатского депо.
В 1843 году вышел в отставку.

## Награды
российские
- Орден Св. Анны 4-й ст. (1813)
- Орден Св. Анны 2-й степени с императорской короной (1830)
- Золотая сабля с надписью «За храбрость» (1831)
- Знак отличия за военное достоинство 3-й степени (1832)
- Орден Св. Станислава 2-й ст. (1833)
- Орден Святого Георгия 4-й степени (01.12.1835; № 5163) — за выслугу
- Знак отличия беспорочной службы «XXV лет» (1836)
- Орден Св. Владимира 3-й ст. (1839)

иностранные
- Орден Пур ле Мерит (1832)

## Семья
Жена (с 1819): владелица деревни Головино, Доминика Стефановна, урождённая Андреевская. Их дети: Феофила, Иозифина, Иван, Пётр, Каспер.